# Нивное (Брянская область)
Ни́вное — село в Суражском районе Брянской области. Административный центр Нивнянского сельского поселения.

## География
Село находится в 23 км к северо-востоку от города Суража в правой пойме реки Ипуть.

## История
Известно с 1650 года как деревня Нивная.
Начиная же с 1729—31 гг., спор о характере того или иного имения нередко решался простой справкой из «Генерального следствия о маетностях».  Если в книге следствия данное имение было обозначено, как владельческое, состоящее «по восьмому пункту», оно должно было оставаться владельческим и на будущее время.
К мглинской ратуше по десятому решительному пункту были отнесены следующие 15 поседений сотни: сотенный г. Мглин, Шумарово, Осколково, Курчичи, Новое Дроково, Овчинец, Великая Дуброва, Санники, Суражичи, Велюханы, Ветлевка, Нивное, Косичи, Нетяговка, Молодьково.
Среди владельческих поселений в результате Генерального следствия были выявлены населенные пункты – с. Белогорща, с. Симонтовка, с. Высокое, Старые и Новые Чешуйки, с. Вормино, д. Санники, с. Костеничи, д. Косичи, слобода Деремна.
До 1781 входило в Мглинскую сотню Стародубского полка;
С 1782 временно относилось к Суражскому уезду;
В 1782 году в Нивном существовал казацкий курень, в состав которого входили казаки Нового и Старого Дрокова, а также, д.Красной. Атаманом куреня был избран Федор Семенов сын Лобач.
С начала XIX века до 1922 в Мглинском уезде.
В годы Великой Отечественной войны село подверглось оккупацией войсками Третьего рейха. Также на территории села орудовал коллаборационистский отряд Николая Козина.

## Образование
- Детский сад «Нивное»
- МБОУ «Нивнянская СОШ»

## Культура
- Нивнянский поселенческий центральный Дом культуры

## Здравоохранение
- Нивнянская поселенческая центральная больница

## Достопримечательности
- Семейный склеп, в котором захоронен русский учёный и изобретатель Константинов Константин Иванович (1818—1871) Настоящим отцом Константина Ивановича Константинова был Великий князь, цесаревич Константин Павлович — младший брат Российского императора Александра I и наместник в Царстве Польском, матерью — французская актриса Клара-Анна де Лоран. При рождении мальчик был наречён Константином Константиновичем Константиновым.
- Церковь Рождества Пресвятой Богородицы (построена в конце XIX века, не действует[3])

## Известные уроженцы и жители
Фролов Александр Васильевич (2 сентября 1952 года, село Нивное, Брянская область, СССР) — российский государственный деятель, гидрометеоролог, директор Гидрометцентра России (1999—2001), руководитель Федеральной службы по гидрометеорологии и мониторингу окружающей среды (Росгидромет) (2010—2017), действительный государственный советник Российской Федерации 1 класса (2012). Заслуженный метеоролог Российской Федерации.